# Halopteris everta
Halopteris everta är en nässeldjursart som först beskrevs av Nicolaas `Claas' Mulder och Trebilcock 1909.  Halopteris everta ingår i släktet Halopteris och familjen Halopterididae. Inga underarter finns listade i Catalogue of Life.